# Drypetes
Genre
Synonymes
- Cometia Thouars ex Baill.[2]

Drypetes est un genre de plantes à fleurs rattaché à la famille des Putranjivaceae dans la classification phylogénétique. Les différents genres de cette famille faisaient partie des Euphorbiacées dans la classification classique.

## Liste des espèces et variétés
Selon BioLib (24 juillet 2017) :
- Drypetes acuminata P.I. Forst.
- Drypetes alba Poit.

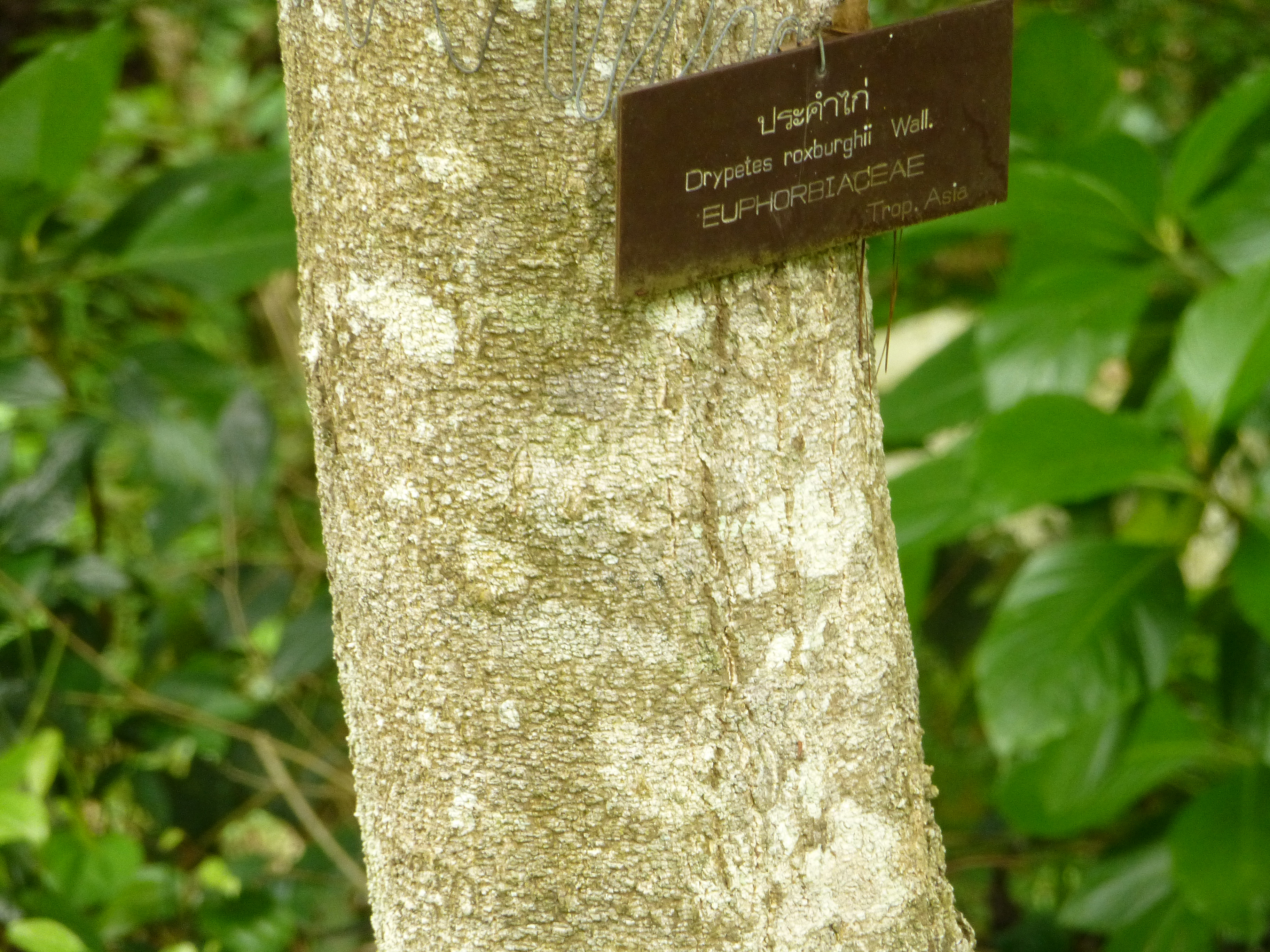
Tronc de Drypetes roxburghii, au Jardin botanique de la reine Sirikit, en Thaïlande.

- Drypetes asymmetricarpa G. A. Levin
- Drypetes brevipedicellata Zent.-Ruíz & A. Fuentes
- Drypetes deplanchei (Brongn. & Gris) Merr.
- Drypetes diversifolia Krug & Urban
- Drypetes dolichocarpa Kaneh.
- Drypetes gentryi Monach
- Drypetes glauca Vahl
- Drypetes ilicifolia (DC.) Krug & Urban
- Drypetes iodoformis L.S. Sm. ex P.I. Forst.
- Drypetes kwangtungensis F. W. Xing, X. S. Qin & H. F. Chen
- Drypetes lateriflora (Sw.) Krug & Urban
- Drypetes pacifica (I.W.Bailey & A.C.Sm.) A.C.Sm.
- Drypetes vernicosa P.I. Forst.
- Drypetes vitiensis Croizat

Selon Catalogue of Life (24 juillet 2017) :
- Drypetes acuminata P.I.Forst.
- Drypetes aetoxyloides Airy Shaw
- Drypetes aframensis Hutch.
- Drypetes afzelii (Pax) Hutch.
- Drypetes alba Poit.
- Drypetes amazonica Steyerm.
- Drypetes ambigua Leandri
- Drypetes andamanica (Kurz) Pax & K.Hoffm.
- Drypetes angustifolia Pax & K.Hoffm.
- Drypetes arcuatinervia Merr. & Chun
- Drypetes arguta (Müll.Arg.) Hutch.
- Drypetes assamica (Hook.f.) Pax & K.Hoffm.
- Drypetes aubrevillei Leandri
- Drypetes australis Hutch. ex Pax & K.Hoffm.
- Drypetes aylmeri Hutch. & Dalziel
- Drypetes bakembei D.J.Harris & Wortley
- Drypetes balakrishnanii Chakrab. & M.Gangop.
- Drypetes bathiei Capuron & Leandri
- Drypetes bawanii (Merr.) Airy Shaw
- Drypetes bhattacharyae Chakrab.
- Drypetes bipindensis (Pax) Hutch.
- Drypetes bisacuta Gagnep.
- Drypetes brownii Standl.
- Drypetes caesia Airy Shaw
- Drypetes calvescens Pax & K.Hoffm.
- Drypetes calyptosepala Airy Shaw
- Drypetes cambodica Gagnep.
- Drypetes capillipes (Pax) Pax & K.Hoffm.
- Drypetes capuronii Leandri
- Drypetes carolinensis Kaneh.
- Drypetes castilloi (Merr.) Merr.
- Drypetes caustica (Frapp. ex Cordem.) Airy Shaw
- Drypetes celastrinea Pax & K.Hoffm.
- Drypetes celebica (Boerl. & Koord.) Pax & K.Hoffm.
- Drypetes chevalieri Beille ex Hutch. & Dalziel
- Drypetes cinnabarina Pax & K.Hoffm.
- Drypetes cockburnii Airy Shaw
- Drypetes comorensis (Baill.) Pax & K.Hoffm.
- Drypetes confertiflora (Hook.f.) Pax & K.Hoffm.
- Drypetes congestiflora Chun & T.Chen
- Drypetes convoluta Airy Shaw
- Drypetes crassipes Pax & K.Hoffm.
- Drypetes cumingii (Baill.) Pax & K.Hoffm.
- Drypetes curtisii (Hook.f.) Pax & K.Hoffm.
- Drypetes darcyana McPherson
- Drypetes darimontiana J.Léonard
- Drypetes dasycarpa (Airy Shaw) Phuph. & Chayam.
- Drypetes dasyneura Airy Shaw
- Drypetes deplanchei (Brongn. & Gris) Merr.
- Drypetes detersibilis Airy Shaw
- Drypetes dewildei Airy Shaw
- Drypetes dinklagei (Pax) Hutch.
- Drypetes diopa (Hiern) Brenan
- Drypetes diversifolia Krug & Urb.
- Drypetes dolichocarpa Kaneh.
- Drypetes dussii Krug & Urb.
- Drypetes eglandulosa (Roxb.) Pax & K.Hoffm.
- Drypetes ellipsoidea (Merr.) Pax & K.Hoffm.
- Drypetes elliptica (Hook.f.) Pax & K.Hoffm.
- Drypetes ellisii S.P.Mathew & Chakrab.
- Drypetes eriocarpa Airy Shaw
- Drypetes euryodes (Hiern) Hutch.
- Drypetes falcata (Merr.) Pax & K.Hoffm.
- Drypetes fallax Pax & K.Hoffm.
- Drypetes fanshawei Sandwith
- Drypetes fernandopoana Brenan
- Drypetes floribunda (Müll.Arg.) Hutch.
- Drypetes forbesii Pax & K.Hoffm.
- Drypetes fusiformis Airy Shaw
- Drypetes gabonensis Hutch.
- Drypetes gardneri (Thwaites) Pax & K.Hoffm.
- Drypetes gentryi Monach.
- Drypetes gerrardii Hutch.
- Drypetes gerrardinoides Radcl.-Sm.
- Drypetes gilgiana (Pax) Pax & K.Hoffm.
- Drypetes gitingensis (Elmer) Pax & K.Hoffm.
- Drypetes glaberrima Airy Shaw
- Drypetes glabra (Pax) Hutch.
- Drypetes glabridiscus J.J.Sm.
- Drypetes glauca Vahl
- Drypetes globosa (Merr.) Pax & K.Hoffm.
- Drypetes gossweileri S.Moore
- Drypetes gracilis Pax & K.Hoffm.
- Drypetes grandifolia (C.B.Rob.) Pax & K.Hoffm.
- Drypetes guatemalensis Lundell
- Drypetes hainanensis Merr.
- Drypetes harmandii Pierre ex Gagnep.
- Drypetes helferi (Hook.f.) Pax & K.Hoffm.
- Drypetes henriquesii (Pax) Hutch.
- Drypetes heptandra Pax & K.Hoffm.
- Drypetes hoaensis Gagnep.
- Drypetes iliae Airy Shaw
- Drypetes ilicifolia (DC.) Krug & Urb.
- Drypetes impressinervis Airy Shaw
- Drypetes inaequalis Hutch.
- Drypetes indica (Müll.Arg.) Pax & K.Hoffm.
- Drypetes integerrima (Koidz.) Hosok.
- Drypetes integrifolia Merr. & Chun
- Drypetes iodoformis L.S.Sm. ex P.I.Forst.
- Drypetes ituriensis Pax & K.Hoffm.
- Drypetes ivorensis Hutch. & Dalziel
- Drypetes jaintensis (C.B.Clarke) Pax & K.Hoffm.
- Drypetes kikir Airy Shaw
- Drypetes klainei Pierre ex Pax
- Drypetes kwangtungensis F.W.Xing, X.S.Qin & H.F.Chen
- Drypetes laciniata (Pax) Hutch.
- Drypetes laevis (Miq.) Pax & K.Hoffm.
- Drypetes lasiogynoides Pax & K.Hoffm.
- Drypetes lateriflora (Sw.) Krug & Urb.
- Drypetes leiocarpa (Kurz) Pax & K.Hoffm.
- Drypetes leonensis Pax
- Drypetes littoralis (C.B.Rob.) Merr.
- Drypetes longifolia (Blume) Pax & K.Hoffm.
- Drypetes longistipitata P.T.Li
- Drypetes macrostigma J.J.Sm.
- Drypetes madagascariensis (Lam.) Humbert & Leandri
- Drypetes magnistipula (Pax) Hutch.
- Drypetes malabarica (Bedd.) Airy Shaw
- Drypetes maquilingensis (Merr.) Pax & K.Hoffm.
- Drypetes microphylla (Merr.) Pax & K.Hoffm.
- Drypetes microphylloides S.Moore
- Drypetes mildbraedii (Pax) Hutch.
- Drypetes minahassae (Boerl. & Koord.) Pax & K.Hoffm.
- Drypetes moliwensis Cheek & Radcl.-Sm.
- Drypetes molunduana Pax & K.Hoffm.
- Drypetes monachinoi Jabl.
- Drypetes monosperma (Merr.) Pax & K.Hoffm.
- Drypetes mossambicensis Hutch.
- Drypetes mucronata C.Wright ex Griseb.
- Drypetes nakaiana Tuyama
- Drypetes natalensis (Harv.) Hutch.
- Drypetes neglecta (Koord.) Pax & K.Hoffm.
- Drypetes nervosa (Hook.f.) Pax & K.Hoffm.
- Drypetes nitida Kaneh.
- Drypetes obanensis S.Moore
- Drypetes oblongifolia (Bedd.) Airy Shaw
- Drypetes obtusa Merr. & Chun
- Drypetes occidentalis (Müll.Arg.) Hutch.
- Drypetes ochrodasya Airy Shaw
- Drypetes ochrothrix Airy Shaw
- Drypetes oppositifolia Leandri
- Drypetes ovalis (J.J.Sm. ex Koord. & Valeton) Pax & K.Hoffm.
- Drypetes oxyodonta Airy Shaw
- Drypetes pachycarpa Airy Shaw
- Drypetes pacifica (I.W.Bailey & A.C.Sm.) A.C.Sm.
- Drypetes parvifolia (Müll.Arg.) Pax & K.Hoffm.
- Drypetes paxii Hutch.
- Drypetes pellegrinii Leandri
- Drypetes peltophora S.Moore
- Drypetes pendula Ridl.
- Drypetes perakensis Gage
- Drypetes perreticulata Gagnep.
- Drypetes perrieri Leandri ex Humbert
- Drypetes picardae Krug & Urb.
- Drypetes pierreana Hutch.
- Drypetes poilanei Gagnep.
- Drypetes polyalthioides Airy Shaw
- Drypetes polyantha Pax & K.Hoffm.
- Drypetes polyneura Airy Shaw
- Drypetes porteri (Gamble) Pax & K.Hoffm.
- Drypetes preussii (Pax) Hutch.
- Drypetes principum (Müll.Arg.) Hutch.
- Drypetes prunifera Airy Shaw
- Drypetes reticulata Pax
- Drypetes rhakodiskos (Hassk.) Bakh.f.
- Drypetes riparia Ridl.
- Drypetes riseleyi Airy Shaw
- Drypetes rotensis Kaneh.
- Drypetes rubriflora Pax & K.Hoffm.
- Drypetes salicifolia Gagnep.
- Drypetes sclerophylla Mildbr.
- Drypetes sepiaria (Wight & Arn.) Pax & K.Hoffm.
- Drypetes sessiliflora Allemão
- Drypetes sherffii Govaerts & Radcl.-Sm.
- Drypetes sibuyanensis (Elmer) Pax & K.Hoffm.
- Drypetes simalurensis J.J.Sm.
- Drypetes singroboensis Ake Assi
- Drypetes spinosodentata (Pax) Hutch.
- Drypetes standleyi G.L.Webster
- Drypetes staudtii (Pax) Hutch.
- Drypetes stipulacea Leandri
- Drypetes stipularis (Müll.Arg.) Hutch.
- Drypetes stylosa Airy Shaw
- Drypetes subcrenata (Merr.) Pax & K.Hoffm.
- Drypetes subcubica (J.J.Sm.) Pax & K.Hoffm.
- Drypetes subsessilis (Kurz) Pax & K.Hoffm.
- Drypetes subsymmetrica J.J.Sm.
- Drypetes sumatrana (Miq.) Pax & K.Hoffm.
- Drypetes talamauensis J.J.Sm.
- Drypetes taylorii S.Moore
- Drypetes tessmanniana (Pax) Pax & K.Hoffm.
- Drypetes teysmannii (Hassk.) Bakh.f. & Steenis
- Drypetes thorelii Gagnep.
- Drypetes thouarsiana (Baill.) Capuron
- Drypetes thouarsii (Baill.) Leandri
- Drypetes tomentella Pax & K.Hoffm.
- Drypetes ugandensis (Rendle) Hutch.
- Drypetes usambarica (Pax) Hutch.
- Drypetes variabilis Uittien
- Drypetes venusta (Wight) Pax & K.Hoffm.
- Drypetes vernicosa P.I.Forst.
- Drypetes verrucosa Hutch.
- Drypetes vilhenae Cavaco
- Drypetes viridis Airy Shaw
- Drypetes vitiensis Croizat
- Drypetes wightii (Hook.f.) Pax & K.Hoffm.
- Drypetes xanthophylloides Airy Shaw
- Drypetes yapensis Tuyama

Selon GRIN (24 juillet 2017) :
- Drypetes hainanensis Merr.
- Drypetes lateriflora (Sw.) Krug & Urb.
- Drypetes sumatrana (Miq.) Pax & Hoffm.

Selon ITIS (24 juillet 2017) :
- Drypetes alba Poit.
- Drypetes carolinensis Kaneh.
- Drypetes diversifolia Krug & Urb.
- Drypetes dolichocarpa Kaneh.
- Drypetes glauca Vahl
- Drypetes ilicifolia (DC.) Krug & Urb.
- Drypetes lateriflora (Sw.) Krug & Urb.
- Drypetes nakaiana Tuyama
- Drypetes nitida Kaneh.
- Drypetes rotensis Kaneh.
- Drypetes vitiensis Croizat
- Drypetes yapensis Tuyama

Selon World Checklist of Selected Plant Families (WCSP) (24 juillet 2017) :
- Drypetes acuminata P.I.Forst. (1997)
- Drypetes aetoxyloides Airy Shaw (1969)
- Drypetes aframensis Hutch. (1912)
- Drypetes afzelii (Pax) Hutch. (1912)
- Drypetes alba Poit. (1815)
  - variété Drypetes alba var. alba
  - variété Drypetes alba var. latifolia Griseb. (1865)
- Drypetes amazonica Steyerm., Publ. Field Columb. Mus. (1938)
- Drypetes ambigua Leandri, Mém. Inst. Sci. Madagascar, Sér. B (1957)
- Drypetes andamanica (Kurz) Pax & K.Hoffm. (1922)
- Drypetes angustifolia Pax & K.Hoffm. (1922)
- Drypetes arcuatinervia Merr. & Chun (1940)
- Drypetes arguta (Müll.Arg.) Hutch. (1920)
- Drypetes assamica (Hook.f.) Pax & K.Hoffm. (1922)
- Drypetes asymmetricarpa G.A.Levin (2013)
- Drypetes aubrevillei Leandri (1934)
- Drypetes australis Hutch. ex Pax & K.Hoffm. (1922)
- Drypetes aylmeri Hutch. & Dalziel (1928)
- Drypetes bakembei D.J.Harris & Wortley (2006)
- Drypetes balakrishnanii Chakrab. & M.Gangop. (1988 publ. 1989)
- Drypetes bathiei Capuron & Leandri (1958)
- Drypetes bawanii (Merr.) Airy Shaw (1983)
- Drypetes bhattacharyae Chakrab. (1985 publ. 1986)
- Drypetes bipindensis (Pax) Hutch. (1912)
- Drypetes birkinshawii McPherson (2014)
- Drypetes bisacuta Gagnep. (1924)
- Drypetes brevipedicellata Zent.-Ruíz & A.Fuentes (2015)
- Drypetes brownii Standl. (1929)
- Drypetes caesia Airy Shaw (1966)
- Drypetes calvescens Pax & K.Hoffm. (1922)
- Drypetes calyptosepala Airy Shaw (1974)
- Drypetes cambodica Gagnep. (1924)
- Drypetes capillipes (Pax) Pax & K.Hoffm. (1922)
- Drypetes capuronii Leandri, Mém. Inst. Sci. Madagascar, Sér. B (1957)
- Drypetes carolinensis Kaneh. (1932)
- Drypetes castilloi (Merr.) Merr. (1929)
- Drypetes caustica (Frapp. ex Cordem.) Airy Shaw (1972)
- Drypetes celastrinea Pax & K.Hoffm. (1922)
- Drypetes celebica (Boerl. & Koord.) Pax & K.Hoffm. (1922)
- Drypetes chevalieri Beille ex Hutch. & Dalziel (1928)
- Drypetes cinnabarina Pax & K.Hoffm. (1922)
- Drypetes cockburnii Airy Shaw (1971)
- Drypetes comorensis (Baill.) Pax & K.Hoffm. (1922)
- Drypetes confertiflora (Hook.f.) Pax & K.Hoffm. (1922)
- Drypetes congestiflora Chun & T.Chen (1963)
- Drypetes convoluta Airy Shaw (1965)
- Drypetes crassipes Pax & K.Hoffm. (1922)
- Drypetes cumingii (Baill.) Pax & K.Hoffm. (1922)
- Drypetes curtisii (Hook.f.) Pax & K.Hoffm. (1922)
- Drypetes darcyana McPherson, Adansonia, sér. 3 (2000)
- Drypetes darimontiana J.Léonard (1965)
- Drypetes dasycarpa (Airy Shaw) Phuph. & Chayam., Thai Forest Bull. (2000)
- Drypetes dasyneura Airy Shaw (1971)
- Drypetes deplanchei (Brongn. & Gris) Merr. (1951)
- Drypetes detersibilis Airy Shaw (1965)
- Drypetes dewildei Airy Shaw (1978)
- Drypetes dinklagei (Pax) Hutch. (1912)
- Drypetes diopa (Hiern) Brenan (1953)
- Drypetes diversifolia Krug & Urb. (1892)
- Drypetes dolichocarpa Kaneh. (1934)
- Drypetes dussii Krug & Urb. (1892)
- Drypetes eglandulosa (Roxb.) Pax & K.Hoffm. (1922)
- Drypetes ellipsoidea (Merr.) Pax & K.Hoffm. (1922)
- Drypetes elliptica (Hook.f.) Pax & K.Hoffm. (1922)
- Drypetes ellisii S.P.Mathew & Chakrab. (1990)
- Drypetes eriocarpa Airy Shaw (1968)
- Drypetes euryodes (Hiern) Hutch. (1912)
- Drypetes falcata (Merr.) Pax & K.Hoffm. (1922)
- Drypetes fallax Pax & K.Hoffm. (1922)
- Drypetes fanshawei Sandwith (1952)
- Drypetes fernandopoana Brenan (1953)
- Drypetes floribunda (Müll.Arg.) Hutch. (1912)
- Drypetes forbesii Pax & K.Hoffm. (1922)
- Drypetes fusiformis Airy Shaw (1969)
- Drypetes gabonensis Hutch. (1912)
- Drypetes gardneri (Thwaites) Pax & K.Hoffm. (1922)
- Drypetes gentryana Vásquez (2014 publ. 2015)
- Drypetes gentryi Monach. (1948)
- Drypetes gerrardii Hutch. (1920)
  - variété Drypetes gerrardii var. angustifolia Radcl.-Sm. (1992)
  - variété Drypetes gerrardii var. gerrardii
  - variété Drypetes gerrardii var. grandifolia Radcl.-Sm. (1978)
  - variété Drypetes gerrardii var. tomentosa Radcl.-Sm. (1978)
- Drypetes gerrardinoides Radcl.-Sm. (1990)
- Drypetes gilgiana (Pax) Pax & K.Hoffm. (1922)
- Drypetes gitingensis (Elmer) Pax & K.Hoffm. (1922)
- Drypetes glaberrima Airy Shaw (1974)
- Drypetes glabra (Pax) Hutch. (1912)
- Drypetes glabridiscus J.J.Sm., Bull. Jard. Bot. Buitenzorg, sér. 3 (1924)
- Drypetes glauca Vahl (1807)
- Drypetes globosa (Merr.) Pax & K.Hoffm. (1922)
- Drypetes gossweileri S.Moore (1920)
- Drypetes gracilis Pax & K.Hoffm. (1922)
- Drypetes grandifolia (C.B.Rob.) Pax & K.Hoffm. (1922)
- Drypetes guatemalensis Lundell (1971)
- Drypetes hainanensis Merr. (1925)
- Drypetes harmandii Pierre ex Gagnep. (1924)
- Drypetes helferi (Hook.f.) Pax & K.Hoffm. (1922)
- Drypetes henriquesii (Pax) Hutch. (1912)
- Drypetes heptandra Pax & K.Hoffm. (1922)
- Drypetes hoaensis Gagnep. (1924)
- Drypetes iliae Airy Shaw (1978)
- Drypetes ilicifolia (DC.) Krug & Urb. (1892)
- Drypetes impressinervis Airy Shaw (1974)
- Drypetes inaequalis Hutch. (1912)
- Drypetes indica (Müll.Arg.) Pax & K.Hoffm. (1922)
- Drypetes integerrima (Koidz.) Hosok. (1938)
- Drypetes integrifolia Merr. & Chun (1940)
- Drypetes iodoformis L.S.Sm. ex P.I.Forst. (1997)
- Drypetes ituriensis Pax & K.Hoffm. (1922)
  - variété Drypetes ituriensis var. ituriensis
  - variété Drypetes ituriensis var. pilosa Pax & K.Hoffm. (1922)
- Drypetes ivorensis Hutch. & Dalziel (1928)
- Drypetes jaintensis (C.B.Clarke) Pax & K.Hoffm. (1922)
- Drypetes kikir Airy Shaw (1969)
- Drypetes klainei Pierre ex Pax (1909)
- Drypetes kwangtungensis F.W.Xing, X.S.Qin & H.F.Chen (2007 publ. 2008)
- Drypetes laciniata (Pax) Hutch. (1912)
- Drypetes laevis (Miq.) Pax & K.Hoffm. (1922)
- Drypetes lasiogynoides Pax & K.Hoffm. (1922)
- Drypetes lateriflora (Sw.) Krug & Urb. (1892)
- Drypetes leiocarpa (Kurz) Pax & K.Hoffm. (1922)
- Drypetes leonensis Pax (1909)
- Drypetes littoralis (C.B.Rob.) Merr. (1926)
- Drypetes longifolia (Blume) Pax & K.Hoffm. (1922)
- Drypetes longistipitata P.T.Li (2000)
- Drypetes macrostigma J.J.Sm., Bull. Jard. Bot. Buitenzorg, sér. 3 (1924)
- Drypetes madagascariensis (Lam.) Humbert & Leandri, Bull. Mus. Natl. Hist. Nat., sér. 2 (1932)
- Drypetes magnistipula (Pax) Hutch. (1912)
- Drypetes malabarica (Bedd.) Airy Shaw (1969)
- Drypetes maquilingensis (Merr.) Pax & K.Hoffm. (1922)
- Drypetes microphylla (Merr.) Pax & K.Hoffm. (1922)
- Drypetes microphylloides S.Moore (1925)
- Drypetes mildbraedii (Pax) Hutch. (1912)
- Drypetes minahassae (Boerl. & Koord.) Pax & K.Hoffm. (1922)
- Drypetes moliwensis Cheek & Radcl.-Sm. (2000)
- Drypetes molunduana Pax & K.Hoffm. (1922)
- Drypetes monachinoi Jabl. (1967)
- Drypetes monosperma (Merr.) Pax & K.Hoffm. (1922)
- Drypetes mossambicensis Hutch. (1913)
- Drypetes mucronata C.Wright ex Griseb. (1865)
- Drypetes nakaiana Tuyama (1940)
- Drypetes natalensis (Harv.) Hutch. (1920)
  - variété Drypetes natalensis var. leiogyna Brenan (1954)
  - variété Drypetes natalensis var. natalensis
- Drypetes neglecta (Koord.) Pax & K.Hoffm. (1922)
- Drypetes nervosa (Hook.f.) Pax & K.Hoffm. (1922)
- Drypetes nitida Kaneh. (1934)
- Drypetes obanensis S.Moore (1913)
- Drypetes oblongifolia (Bedd.) Airy Shaw (1969)
- Drypetes obtusa Merr. & Chun (1940)
- Drypetes occidentalis (Müll.Arg.) Hutch. (1912)
- Drypetes ochrodasya Airy Shaw (1981)
- Drypetes ochrothrix Airy Shaw (1968)
- Drypetes oppositifolia Leandri, Mém. Inst. Sci. Madagascar, Sér. B (1957)
- Drypetes ovalis (J.J.Sm. ex Koord. & Valeton) Pax & K.Hoffm. (1922)
- Drypetes oxyodonta Airy Shaw (1969)
- Drypetes pachycarpa Airy Shaw (1974)
- Drypetes pacifica (I.W.Bailey & A.C.Sm.) A.C.Sm. (1964)
- Drypetes parvifolia (Müll.Arg.) Pax & K.Hoffm. (1922)
- Drypetes paxii Hutch. (1912)
- Drypetes pellegrinii Leandri (1934)
- Drypetes peltophora S.Moore (1920)
- Drypetes pendula Ridl. (1923)
- Drypetes perakensis Gage (1922)
- Drypetes perreticulata Gagnep. (1924)
- Drypetes perrieri Leandri ex Humbert (1939)
- Drypetes picardae Krug & Urb. (1899)
- Drypetes pierreana Hutch. (1912)
- Drypetes poilanei Gagnep. (1924)
- Drypetes polyalthioides Airy Shaw (1974)
- Drypetes polyantha Pax & K.Hoffm. (1922)
- Drypetes polyneura Airy Shaw (1966)
- Drypetes porteri (Gamble) Pax & K.Hoffm. (1922)
- Drypetes preussii (Pax) Hutch. (1912)
- Drypetes principum (Müll.Arg.) Hutch. (1912)
- Drypetes prunifera Airy Shaw (1965)
- Drypetes reticulata Pax (1909)
- Drypetes rhakodiskos (Hassk.) Bakh.f. (1963)
- Drypetes riparia Ridl. (1923)
- Drypetes riseleyi Airy Shaw (1965)
- Drypetes rotensis Kaneh. (1934)
- Drypetes rubriflora Pax & K.Hoffm. (1922)
- Drypetes salicifolia Gagnep. (1924)
- Drypetes sclerophylla Mildbr. (1935)
- Drypetes sepiaria (Wight & Arn.) Pax & K.Hoffm. (1922)
- Drypetes sessiliflora Allemão, Diss. Dry. (1844)
- Drypetes sherffii Govaerts & Radcl.-Sm. (1996)
- Drypetes sibuyanensis (Elmer) Pax & K.Hoffm. (1922)
- Drypetes simalurensis J.J.Sm., Bull. Jard. Bot. Buitenzorg, sér. 3 (1924)
- Drypetes singroboensis Aké Assi (1960)
- Drypetes spinosodentata (Pax) Hutch. (1912)
- Drypetes standleyi G.L.Webster (1977)
- Drypetes staudtii (Pax) Hutch. (1912)
- Drypetes stipulacea Leandri, Mém. Inst. Sci. Madagascar, Sér. B (1957)
- Drypetes stipularis (Müll.Arg.) Hutch. (1912)
- Drypetes stylosa Airy Shaw (1974)
- Drypetes subcrenata (Merr.) Pax & K.Hoffm. (1922)
- Drypetes subcubica (J.J.Sm.) Pax & K.Hoffm. (1922)
  - variété Drypetes subcubica var. hermaphrodita Airy Shaw (1974)
  - variété Drypetes subcubica var. subcubica
- Drypetes subsessilis (Kurz) Pax & K.Hoffm. (1922)
- Drypetes subsymmetrica J.J.Sm., Bull. Jard. Bot. Buitenzorg, sér. 3 (1924)
- Drypetes sumatrana (Miq.) Pax & K.Hoffm. (1922)
- Drypetes talamauensis J.J.Sm., Bull. Jard. Bot. Buitenzorg, sér. 3 (1924)
- Drypetes taylorii S.Moore (1920)
- Drypetes tessmanniana (Pax) Pax & K.Hoffm. (1922)
- Drypetes teysmannii (Hassk.) Bakh.f. & Steenis (1957)
- Drypetes thorelii Gagnep. (1924)
- Drypetes thouarsiana (Baill.) Capuron, Adansonia, n.s. (1963)
- Drypetes thouarsii (Baill.) Leandri, Mém. Inst. Sci. Madagascar, Sér. B (1957)
- Drypetes tomentella Pax & K.Hoffm. (1922)
- Drypetes ugandensis (Rendle) Hutch. (1912)
- Drypetes usambarica (Pax) Hutch. (1912)
  - variété Drypetes usambarica var. mrimae Radcl.-Sm. (1984)
  - variété Drypetes usambarica var. stylosa Radcl.-Sm. (1990)
  - variété Drypetes usambarica var. trichogyna Radcl.-Sm. (1985)
  - variété Drypetes usambarica var. usambarica
- Drypetes variabilis Uittien (1925)
- Drypetes venusta (Wight) Pax & K.Hoffm. (1922)
- Drypetes vernicosa P.I.Forst. (1997)
- Drypetes verrucosa Hutch. (1912)
- Drypetes vilhenae Cavaco, Bull. Mus. Natl. Hist. Nat., sér. 2 (1954)
- Drypetes viridis Airy Shaw (1980)
- Drypetes vitiensis Croizat (1942)
- Drypetes wightii (Hook.f.) Pax & K.Hoffm. (1922)
- Drypetes xanthophylloides Airy Shaw (1981)
- Drypetes yapensis Tuyama (1940)

Selon NCBI (24 juillet 2017) :
- Drypetes alba
- Drypetes arguta
- Drypetes brownii
- Drypetes deplanchei
- Drypetes diversifolia
- Drypetes fallax
- Drypetes fanshawei
- Drypetes floribunda
- Drypetes formosana
- Drypetes gerrardii
- Drypetes gilgiana
- Drypetes glauca
- Drypetes hoaensis
- Drypetes ilicifolia
- Drypetes indica
- Drypetes integerrima
- Drypetes ivorensis
- Drypetes karapinensis
- Drypetes laciniata
- Drypetes lasiogynoides
- Drypetes lateriflora
- Drypetes littoralis
- Drypetes longifolia
- Drypetes macrostigma
- Drypetes madagascariensis
- Drypetes mossambicensis
- Drypetes natalensis
- Drypetes pendula
- Drypetes perreticulata
- Drypetes principum
- Drypetes reticulata
- Drypetes roxburghii
- Drypetes staudtii
- Drypetes thouarsiana
- Drypetes variabilis

Selon The Plant List (24 juillet 2017) :
- Drypetes acuminata P.I.Forst.
- Drypetes aetoxyloides Airy Shaw
- Drypetes aframensis Hutch.
- Drypetes afzelii (Pax) Hutch.
- Drypetes alba Poit.
- Drypetes amazonica Steyerm.
- Drypetes ambigua Leandri
- Drypetes andamanica (Kurz) Pax & K.Hoffm.
- Drypetes angustifolia Pax & K.Hoffm.
- Drypetes arcuatinervia Merr. & Chun
- Drypetes arguta (Müll.Arg.) Hutch.
- Drypetes assamica (Hook.f.) Pax & K.Hoffm.
- Drypetes aubrevillei Leandri
- Drypetes australis Hutch. ex Pax & K.Hoffm.
- Drypetes aylmeri Hutch. & Dalziel
- Drypetes bakembei D.J.Harris & Wortley
- Drypetes balakrishnanii Chakrab. & M.Gangop.
- Drypetes bathiei Capuron & Leandri
- Drypetes bawanii (Merr.) Airy Shaw
- Drypetes bhattacharyae Chakrab.
- Drypetes bipindensis (Pax) Hutch.
- Drypetes bisacuta Gagnep.
- Drypetes brownii Standl.
- Drypetes caesia Airy Shaw
- Drypetes calvescens Pax & K.Hoffm.
- Drypetes calyptosepala Airy Shaw
- Drypetes cambodica Gagnep.
- Drypetes capillipes (Pax) Pax & K.Hoffm.
- Drypetes capuronii Leandri
- Drypetes carolinensis Kaneh.
- Drypetes castilloi (Merr.) Merr.
- Drypetes caustica (Frapp. ex Cordem.) Airy Shaw
- Drypetes celastrinea Pax & K.Hoffm.
- Drypetes celebica (Boerl. & Koord.) Pax & K.Hoffm.
- Drypetes chevalieri Beille ex Hutch. & Dalziel
- Drypetes cinnabarina Pax & K.Hoffm.
- Drypetes cockburnii Airy Shaw
- Drypetes comorensis (Baill.) Pax & K.Hoffm.
- Drypetes confertiflora (Hook.f.) Pax & K.Hoffm.
- Drypetes congestiflora Chun & T.Chen
- Drypetes convoluta Airy Shaw
- Drypetes crassipes Pax & K.Hoffm.
- Drypetes cumingii (Baill.) Pax & K.Hoffm.
- Drypetes curtisii (Hook.f.) Pax & K.Hoffm.
- Drypetes darcyana McPherson
- Drypetes darimontiana J.Léonard
- Drypetes dasycarpa (Airy Shaw) Phuph. & Chayam.
- Drypetes dasyneura Airy Shaw
- Drypetes deplanchei (Brongn. & Gris) Merr.
- Drypetes detersibilis Airy Shaw
- Drypetes dewildei Airy Shaw
- Drypetes dinklagei (Pax) Hutch.
- Drypetes diopa (Hiern) Brenan
- Drypetes diversifolia Krug & Urb.
- Drypetes dolichocarpa Kaneh.
- Drypetes dussii Krug & Urb.
- Drypetes eglandulosa (Roxb.) Pax & K.Hoffm.
- Drypetes ellipsoidea (Merr.) Pax & K.Hoffm.
- Drypetes elliptica (Hook.f.) Pax & K.Hoffm.
- Drypetes ellisii S.P.Mathew & Chakrab.
- Drypetes eriocarpa Airy Shaw
- Drypetes euryodes (Hiern) Hutch.
- Drypetes falcata (Merr.) Pax & K.Hoffm.
- Drypetes fallax Pax & K.Hoffm.
- Drypetes fanshawei Sandwith
- Drypetes fernandopoana Brenan
- Drypetes floribunda (Müll.Arg.) Hutch.
- Drypetes forbesii Pax & K.Hoffm.
- Drypetes fusiformis Airy Shaw
- Drypetes gabonensis Hutch.
- Drypetes gardneri (Thwaites) Pax & K.Hoffm.
- Drypetes gentryi Monach.
- Drypetes gerrardii Hutch.
- Drypetes gerrardinoides Radcl.-Sm.
- Drypetes gilgiana (Pax) Pax & K.Hoffm.
- Drypetes gitingensis (Elmer) Pax & K.Hoffm.
- Drypetes glaberrima Airy Shaw
- Drypetes glabra (Pax) Hutch.
- Drypetes glabridiscus J.J.Sm.
- Drypetes glauca Vahl
- Drypetes globosa (Merr.) Pax & K.Hoffm.
- Drypetes gossweileri S.Moore
- Drypetes gracilis Pax & K.Hoffm.
- Drypetes grandifolia (C.B.Rob.) Pax & K.Hoffm.
- Drypetes guatemalensis Lundell
- Drypetes hainanensis Merr.
- Drypetes harmandii Pierre ex Gagnep.
- Drypetes helferi (Hook.f.) Pax & K.Hoffm.
- Drypetes henriquesii (Pax) Hutch.
- Drypetes heptandra Pax & K.Hoffm.
- Drypetes hoaensis Gagnep.
- Drypetes iliae Airy Shaw
- Drypetes ilicifolia (DC.) Krug & Urb.
- Drypetes impressinervis Airy Shaw
- Drypetes inaequalis Hutch.
- Drypetes indica (Müll.Arg.) Pax & K.Hoffm.
- Drypetes integerrima (Koidz.) Hosok.
- Drypetes integrifolia Merr. & Chun
- Drypetes iodoformis L.S.Sm. ex P.I.Forst.
- Drypetes ituriensis Pax & K.Hoffm.
- Drypetes ivorensis Hutch. & Dalziel
- Drypetes jaintensis (C.B.Clarke) Pax & K.Hoffm.
- Drypetes kikir Airy Shaw
- Drypetes klaineana (Pierre) Breteler
- Drypetes klainei Pierre ex Pax
- Drypetes kwangtungensis F.W.Xing, X.S.Qin & H.F.Chen
- Drypetes laciniata (Pax) Hutch.
- Drypetes laevis (Miq.) Pax & K.Hoffm.
- Drypetes lasiogynoides Pax & K.Hoffm.
- Drypetes lateriflora (Sw.) Krug & Urb.
- Drypetes leiocarpa (Kurz) Pax & K.Hoffm.
- Drypetes leonensis Pax
- Drypetes littoralis (C.B.Rob.) Merr.
- Drypetes longifolia (Blume) Pax & K.Hoffm.
- Drypetes longistipitata P.T.Li
- Drypetes macrostigma J.J.Sm.
- Drypetes madagascariensis (Lam.) Humbert & Leandri
- Drypetes magnistipula (Pax) Hutch.
- Drypetes malabarica (Bedd.) Airy Shaw
- Drypetes maquilingensis (Merr.) Pax & K.Hoffm.
- Drypetes microphylla (Merr.) Pax & K.Hoffm.
- Drypetes microphylloides S.Moore
- Drypetes mildbraedii (Pax) Hutch.
- Drypetes minahassae (Boerl. & Koord.) Pax & K.Hoffm.
- Drypetes moliwensis Cheek & Radcl.-Sm.
- Drypetes molunduana Pax & K.Hoffm.
- Drypetes monachinoi Jabl.
- Drypetes monosperma (Merr.) Pax & K.Hoffm.
- Drypetes mossambicensis Hutch.
- Drypetes mucronata C.Wright ex Griseb.
- Drypetes nakaiana Tuyama
- Drypetes natalensis (Harv.) Hutch.
- Drypetes neglecta (Koord.) Pax & K.Hoffm.
- Drypetes nervosa (Hook.f.) Pax & K.Hoffm.
- Drypetes nitida Kaneh.
- Drypetes obanensis S.Moore
- Drypetes oblongifolia (Bedd.) Airy Shaw
- Drypetes obtusa Merr. & Chun
- Drypetes occidentalis (Müll.Arg.) Hutch.
- Drypetes ochrodasya Airy Shaw
- Drypetes ochrothrix Airy Shaw
- Drypetes oppositifolia Leandri
- Drypetes ovalis (J.J.Sm. ex Koord. & Valeton) Pax & K.Hoffm.
- Drypetes oxyodonta Airy Shaw
- Drypetes pachycarpa Airy Shaw
- Drypetes pacifica (I.W.Bailey & A.C.Sm.) A.C.Sm.
- Drypetes parvifolia (Müll.Arg.) Pax & K.Hoffm.
- Drypetes paxii Hutch.
- Drypetes pellegrinii Leandri
- Drypetes peltophora S.Moore
- Drypetes pendula Ridl.
- Drypetes perakensis Gage
- Drypetes perreticulata Gagnep.
- Drypetes perrieri Leandri ex Humbert
- Drypetes picardae Krug & Urb.
- Drypetes poilanei Gagnep.
- Drypetes polyalthioides Airy Shaw
- Drypetes polyantha Pax & K.Hoffm.
- Drypetes polyneura Airy Shaw
- Drypetes porteri (Gamble) Pax & K.Hoffm.
- Drypetes preussii (Pax) Hutch.
- Drypetes principum (Müll.Arg.) Hutch.
- Drypetes prunifera Airy Shaw
- Drypetes reticulata Pax
- Drypetes rhakodiskos (Hassk.) Bakh.f.
- Drypetes riparia Ridl.
- Drypetes riseleyi Airy Shaw
- Drypetes rotensis Kaneh.
- Drypetes rubriflora Pax & K.Hoffm.
- Drypetes salicifolia Gagnep.
- Drypetes sclerophylla Mildbr.
- Drypetes sepiaria (Wight & Arn.) Pax & K.Hoffm.
- Drypetes serrata (Maycock) Krug & Urb.
- Drypetes sessiliflora Allemão
- Drypetes sherffii Govaerts & Radcl.-Sm.
- Drypetes sibuyanensis (Elmer) Pax & K.Hoffm.
- Drypetes simalurensis J.J.Sm.
- Drypetes singroboensis Aké Assi
- Drypetes spinosodentata (Pax) Hutch.
- Drypetes standleyi G.L.Webster
- Drypetes staudtii (Pax) Hutch.
- Drypetes stipulacea Leandri
- Drypetes stipularis (Müll.Arg.) Hutch.
- Drypetes stylosa Airy Shaw
- Drypetes subcrenata (Merr.) Pax & K.Hoffm.
- Drypetes subcubica (J.J.Sm.) Pax & K.Hoffm.
- Drypetes subsessilis (Kurz) Pax & K.Hoffm.
- Drypetes subsymmetrica J.J.Sm.
- Drypetes sumatrana (Miq.) Pax & K.Hoffm.
- Drypetes talamauensis J.J.Sm.
- Drypetes taylorii S.Moore
- Drypetes tessmanniana (Pax) Pax & K.Hoffm.
- Drypetes teysmannii (Hassk.) Bakh.f. & Steenis
- Drypetes thorelii Gagnep.
- Drypetes thouarsiana (Baill.) Capuron
- Drypetes thouarsii (Baill.) Leandri
- Drypetes tomentella Pax & K.Hoffm.
- Drypetes ugandensis (Rendle) Hutch.
- Drypetes usambarica (Pax) Hutch.
- Drypetes variabilis Uittien
- Drypetes venusta (Wight) Pax & K.Hoffm.
- Drypetes vernicosa P.I.Forst.
- Drypetes verrucosa Hutch.
- Drypetes vilhenae Cavaco
- Drypetes viridis Airy Shaw
- Drypetes vitiensis Croizat
- Drypetes wightii (Hook.f.) Pax & K.Hoffm.
- Drypetes xanthophylloides Airy Shaw
- Drypetes yapensis Tuyama

Selon Tropicos (24 juillet 2017) (Attention liste brute contenant possiblement des synonymes) :
- Drypetes acuminata P.I. Forst.
- Drypetes aetoxyloides Airy Shaw
- Drypetes affinis Pax & K. Hoffm.
- Drypetes aframensis Hutch.
- Drypetes afzelii (Pax) Hutch.
- Drypetes alba Müll. Arg.
- Drypetes amazonica Steyerm.
- Drypetes ambigua Leandri
- Drypetes andamanica (Kurz) Pax & K. Hoffm.
- Drypetes angustifolia Pax & K. Hoffm.
- Drypetes aquifolium (Scott-Elliot) Pax & K. Hoffm.
- Drypetes arborescens (Oliv.) Hutch.
- Drypetes arcuatinervia Merr. & Chun
- Drypetes arguta (Müll. Arg.) Hutch.
- Drypetes arinozacia J.D. Kenn.
- Drypetes armoracia Pax & K. Hoffm.
- Drypetes assamica (Hook. f.) Pax & K. Hoffm.
- Drypetes asymmetricarpa G.A. Levin
- Drypetes aubrevillei Leandri
- Drypetes australasica (Müll. Arg.) Pax & K. Hoffm.
- Drypetes australis Hutch. ex Pax & K. Hoffm.
- Drypetes aylmeri Hutch. & Dalziel
- Drypetes bakembei D.J. Harris & Wortley
- Drypetes balakrishnanii Chakrab. & M. Gangop.
- Drypetes bathiei Capuron & Leandri
- Drypetes battiscombei Hutch.
- Drypetes bawanii (Merr.) Airy Shaw
- Drypetes bengalensis Spreng.
- Drypetes bhattacharyae Chakrab.
- Drypetes bipindensis (Pax) Hutch.
- Drypetes birkinshawii McPherson
- Drypetes bisacuta Gagnep.
- Drypetes bordenii (Merr.) Pax & K. Hoffm.
- Drypetes brevipedicellata Zenteno Ruiz & A. Fuentes
- Drypetes brownii Standl.
- Drypetes caesia Airy Shaw
- Drypetes calcicola (Merr.) Pax & K. Hoffm.
- Drypetes calocarpa (Hook. f.) Pax & K. Hoffm.
- Drypetes calvescens Pax & K. Hoffm.
- Drypetes calyptosepala Airy Shaw
- Drypetes cambodica Gagnep.
- Drypetes capillipes (Pax) Pax & K. Hoffm.
- Drypetes capuronii Leandri
- Drypetes carolinensis Kaneh.
- Drypetes castilloi (Merr.) Merr.
- Drypetes cauliflora Pax & K. Hoffm.
- Drypetes caustica (Frapp. ex Cordem.) Airy Shaw
- Drypetes celastrinea Pax & K. Hoffm.
- Drypetes celebica (Boerl. & Koord. ex Koord.) Pax & K. Hoffm.
- Drypetes chevalieri Beille
- Drypetes cinnabarina Pax & K. Hoffm.
- Drypetes cockburnii Airy Shaw
- Drypetes comorensis (Baill.) Pax & K. Hoffm.
- Drypetes confertiflora (Hook. f.) Pax & K. Hoffm.
- Drypetes congestiflora Chun & T.C. Chen
- Drypetes convoluta Airy Shaw
- Drypetes coriacea (Baill.) Pax & K. Hoffm.
- Drypetes coriifolia Leandri
- Drypetes crassipes Pax & K. Hoffm.
- Drypetes crocea Poit.
- Drypetes cumingii (Baill.) Pax & K. Hoffm.
- Drypetes curtisii (Hook. f.) Pax & K. Hoffm.
- Drypetes cyathophora Müll. Arg.
- Drypetes darcyana McPherson
- Drypetes darimontiana J. Léonard
- Drypetes dasycarpa (Airy Shaw) Phuph. & Chayam.
- Drypetes dasyneura Airy Shaw
- Drypetes deplanchei (Brongn. & Gris) Merr.
- Drypetes detersibilis Airy Shaw
- Drypetes dewildei Airy Shaw
- Drypetes dinklagei (Pax) Hutch.
- Drypetes diopa (Hiern) Brenan
- Drypetes diversifolia Krug & Urb.
- Drypetes dolichocarpa Kaneh.
- Drypetes dussii Krug & Urb.
- Drypetes eglandulosa (Roxb.) Pax & K. Hoffm.
- Drypetes elata (Bedd.) Pax & K. Hoffm.
- Drypetes ellipsoidea (Merr.) Pax & K. Hoffm.
- Drypetes elliptica (Hook. f.) Pax & K. Hoffm.
- Drypetes ellisii S.P. Mathew & Chakrab.
- Drypetes eriocarpa Airy Shaw
- Drypetes euryodes (Hiern) Hutch.
- Drypetes falcata (Merr.) Pax & K. Hoffm.
- Drypetes fallax Pax & K. Hoffm.
- Drypetes fanshawei Sandwith
- Drypetes fernandopoana Brenan
- Drypetes floribunda (Müll. Arg.) Hutch.
- Drypetes forbesii Pax & K. Hoffm.
- Drypetes formosana (Kaneh. & Sasaki ex Shimada) Kaneh.
- Drypetes fusiformis Airy Shaw
- Drypetes gabonensis Hutch.
- Drypetes gardneri (Thwaites) Pax & K. Hoffm.
- Drypetes gentryana Vásquez
- Drypetes gentryi Monach.
- Drypetes gerrardii Hutch.
- Drypetes gerrardinoides Radcl.-Sm.
- Drypetes gigantifolia J.J. Sm.
- Drypetes gilgiana (Pax) Pax & K. Hoffm.
- Drypetes gitingensis (Elmer) Pax & K. Hoffm.
- Drypetes glaberrima Airy Shaw
- Drypetes glabra (Pax) Hutch.
- Drypetes glabridiscus J.J. Sm.
- Drypetes glauca Vahl
- Drypetes globosa (Merr.) Pax & K. Hoffm.
- Drypetes glomerata Griseb.
- Drypetes gossweileri S. Moore
- Drypetes gracilis Pax & K. Hoffm.
- Drypetes grandifolia (C.B. Rob.) Pax & K. Hoffm.
- Drypetes griffithii (Hook. f.) Pax & K. Hoffm.
- Drypetes guatemalensis Lundell
- Drypetes hainanensis Merr.
- Drypetes harmandii Pierre ex Gagnep.
- Drypetes helferi (Hook. f.) Pax & K. Hoffm.
- Drypetes henriquesii (Pax) Hutch.
- Drypetes heptandra Pax & K. Hoffm.
- Drypetes hieranensis (Hayata) Pax & K. Hoffm.
- Drypetes hoaensis Gagnep.
- Drypetes holtzii Pax & K. Hoffm.
- Drypetes iliae Airy Shaw
- Drypetes ilicifolia (DC.) Krug & Urb.
- Drypetes impressinervis Airy Shaw
- Drypetes inaequalis Hutch.
- Drypetes incurva Müll. Arg.
- Drypetes indica (Müll. Arg.) Pax & K. Hoffm.
- Drypetes integerrima (Koidz.) Hosok.
- Drypetes integrifolia Merr. & Chun
- Drypetes iodoformis L.S. Sm. ex P.I. Forst.
- Drypetes ituriensis Pax & K. Hoffm.
- Drypetes ivorensis Hutch. & Dalziel
- Drypetes jaintensis (C.B. Clarke) Pax & K. Hoffm.
- Drypetes kamerunica Pax & K. Hoffm.
- Drypetes karapinensis (Hayata) Pax & K. Hoffm.
- Drypetes keyensis Krug & Urb.
- Drypetes kikir Airy Shaw
- Drypetes klaineana (Pierre) Breteler
- Drypetes klainei Pierre ex Pax
- Drypetes krukovii Monach.
- Drypetes kurziana C.E.C. Fisch.
- Drypetes kwangtungensis F.W. Xing, X.S. Qin & H.F. Chen
- Drypetes laciniata (Pax) Hutch.
- Drypetes laevigata Griseb. ex Eggers
- Drypetes laevis (Miq.) Pax & K. Hoffm.
- Drypetes lanceolata (Thwaites) Pax & K. Hoffm.
- Drypetes lancifolia (Hook. f.) Pax & K. Hoffm.
- Drypetes lasiogyna (F. Muell.) Pax & K. Hoffm.
- Drypetes lasiogynoides Pax & K. Hoffm.
- Drypetes lateriflora (Sw.) Krug & Urb.
- Drypetes latifolia (Griseb.) C. Wright ex Sauvalle
- Drypetes leiocarpa (Kurz) Pax & K. Hoffm.
- Drypetes leonensis Pax
- Drypetes littoralis (C.B. Rob.) Merr.
- Drypetes liukiuensis Hayata ex Hurus.
- Drypetes longifolia (Blume) Pax & K. Hoffm.
- Drypetes longipes X.H. Song
- Drypetes longistipitata P.T. Li
- Drypetes macrophylla Pax & K. Hoffm.
- Drypetes macrostigma J.J. Sm.
- Drypetes madagascariensis (Lam.) Humbert & Leandri
- Drypetes magnistipula (Pax) Hutch.
- Drypetes maguireana Monach.
- Drypetes major (Pax) Hutch.
- Drypetes malabarica (Bedd.) Airy Shaw
- Drypetes maquilingensis (Merr.) Pax & K. Hoffm.
- Drypetes matsumurae (Koidz.) Kaneh.
- Drypetes megacarpa (Merr.) Pax & K. Hoffm.
- Drypetes microphylla (Merr.) Pax & K. Hoffm.
- Drypetes microphylloides S. Moore
- Drypetes mildbraedii (Pax) Hutch.
- Drypetes minahassae (Boerl. & Koord. ex Koord.) Pax & K. Hoffm.
- Drypetes mindanaensis (Merr.) Pax & K. Hoffm.
- Drypetes mindorensis (Merr.) Pax & K. Hoffm.
- Drypetes moliwensis Cheek & Radcl.-Sm.
- Drypetes molunduana Pax & K. Hoffm.
- Drypetes monachinoi Jabl.
- Drypetes monosperma (Merr.) Pax & K. Hoffm.
- Drypetes mossambicensis Hutch.
- Drypetes mottikoro Leandri
- Drypetes mucronata C. Wright ex Griseb.
- Drypetes myrmecophila Merr.
- Drypetes nakaiana Tuyama
- Drypetes natalensis (Harv.) Hutch.
- Drypetes neglecta (Koord.) Pax & K. Hoffm.
- Drypetes nervosa (Hook. f.) Pax & K. Hoffm.
- Drypetes nienkui Merr. & Chun
- Drypetes nitida Kaneh.
- Drypetes obanensis S. Moore
- Drypetes oblongifolia (Bedd.) Airy Shaw
- Drypetes obtusa Merr. & Chun
- Drypetes occidentalis (Müll. Arg.) Hutch.
- Drypetes ochrodasya Airy Shaw
- Drypetes ochrothrix Airy Shaw
- Drypetes oppositifolia Leandri
- Drypetes ovalis (J.J. Sm. ex Koord. & Valeton) Pax & K. Hoffm.
- Drypetes ovata Hutch.
- Drypetes oxyodonta Airy Shaw
- Drypetes pachycarpa Airy Shaw
- Drypetes pacifica (I.W. Bailey & A.C. Sm.) A.C. Sm.
- Drypetes palawanensis (Merr.) Pax & K. Hoffm.
- Drypetes parvifolia (Müll. Arg.) Pax & K. Hoffm.
- Drypetes paxii Hutch.
- Drypetes pellegrinii Leandri
- Drypetes peltophora S. Moore
- Drypetes pendula Ridl.
- Drypetes perakensis Gage
- Drypetes percoriacea A.H. Gentry
- Drypetes perreticulata Gagnep.
- Drypetes perrieri Leandri
- Drypetes phyllanthoides (Rock) Sherff
- Drypetes picardae Krug & Urb.
- Drypetes pierreana Hutch.
- Drypetes piriformis Urb.
- Drypetes poilanei Gagnep.
- Drypetes polyalthioides Airy Shaw
- Drypetes polyantha Pax & K. Hoffm.
- Drypetes polyneura Airy Shaw
- Drypetes porteri (Gamble) Pax & K. Hoffm.
- Drypetes preussii (Pax) Hutch.
- Drypetes principum (Müll. Arg.) Hutch.
- Drypetes prunifera Airy Shaw
- Drypetes radamae Leandri
- Drypetes ramiflora (Merr.) Pax & K. Hoffm.
- Drypetes reticulata Pax
- Drypetes rhakodiskos (Hassk.) Bakh. f.
- Drypetes rheophila Airy Shaw
- Drypetes riparia Ridl.
- Drypetes riseleyi Airy Shaw
- Drypetes rotensis Kaneh.
- Drypetes rowlandii Pax
- Drypetes roxburghii (Wall.) Hurus.
- Drypetes rubriflora Pax & K. Hoffm.
- Drypetes salicifolia Gagnep.
- Drypetes sassandraensis Aubrév.
- Drypetes sclerophylla Mildbr.
- Drypetes sepiaria (Wight & Arn.) Pax & K. Hoffm.
- Drypetes serrata (Maycock) Krug & Urb.
- Drypetes sessiliflora Allemão
- Drypetes sherffii Govaerts & Radcl.-Sm.
- Drypetes sibuyanensis (Elmer) Pax & K. Hoffm.
- Drypetes simalurensis J.J. Sm.
- Drypetes similis Hutch.
- Drypetes singroboensis Aké Assi
- Drypetes spinosodentata (Pax) Hutch.
- Drypetes spinulifolia Pax & K. Hoffm.
- Drypetes spruceana Müll. Arg.
- Drypetes standleyi G.L. Webster
- Drypetes staudtii (Pax) Hutch.
- Drypetes stipulacea Leandri
- Drypetes stipularis (Müll. Arg.) Hutch.
- Drypetes stylosa Airy Shaw
- Drypetes subcrenata (Merr.) Pax & K. Hoffm.
- Drypetes subcubica (J.J. Sm.) Pax & K. Hoffm.
- Drypetes subsessilis (Kurz) Pax & K. Hoffm.
- Drypetes subsymmetrica J.J. Sm.
- Drypetes sumatrana (Miq.) Pax & K. Hoffm.
- Drypetes talamauensis J.J. Sm.
- Drypetes talbotii S.Moore in A.B.Rendle & Al.
- Drypetes tassmanniana Pax & K. Hoffm.
- Drypetes taylorii S. Moore
- Drypetes tessmanniana (Pax) Pax & K. Hoffm.
- Drypetes teysmannii (Hassk.) Bakh. f. & Steenis
- Drypetes thorelii Gagnep.
- Drypetes thouarsiana (Baill.) Capuron
- Drypetes thouarsii (Baill.) Leandri
- Drypetes timorensis (Blume) Pax & K. Hoffm.
- Drypetes tomentella Pax & K. Hoffm.
- Drypetes travancorica (Bourd.) Santapau & S.K. Jain
- Drypetes triplinervia Müll. Arg.
- Drypetes ugandensis (Rendle) Hutch.
- Drypetes urophylla Pax & K. Hoffm.
- Drypetes usambarica (Pax) Hutch.
- Drypetes variabilis Uittien
- Drypetes venusta Pax & K. Hoffm.
- Drypetes vernicosa P.I. Forst.
- Drypetes verrucosa Hutch.
- Drypetes vignei Hoyle
- Drypetes vilhenae Cavaco
- Drypetes viridis Airy Shaw
- Drypetes vitiensis Croizat
- Drypetes wightii (Hook. f.) Pax & K. Hoffm.
- Drypetes xanthophylloides Airy Shaw
- Drypetes yapensis Tuyama
- Drypetes zeylanica Hurus.
- Drypetes zombensis Dunkley